# Tirpitz museum

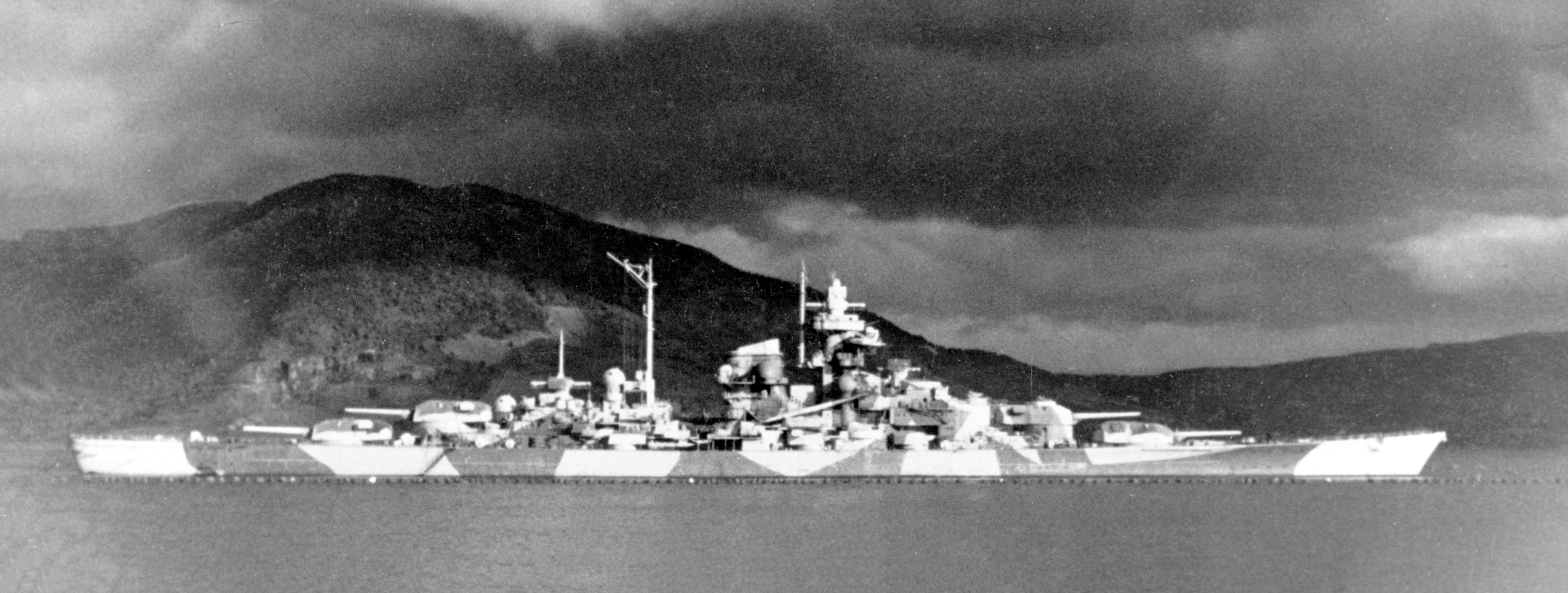
Tirpitz i Ofotfjorden omkring 1943-44.

Tirpitz Museum är ett krigsmuseum som ligger i Kåfjord i Alta kommun i Finnmark fylke i Norge, 20 kilometer norr om Alta, och behandlar det tyska slagskeppet Tirpitz.
Museet har en av samling av foton och föremål från slagskeppet Tirpitz, vilket var den tyska marinens stolthet under andra världskriget och ett av landets enskilt viktigaste vapen mot de allierade konvojer som gick till Murmansk under andra världskriget.
Minnesstenen vid Tirpitz-museet är gjord av skiffer från Alta och står på en sockel av en 12,5 centimeter tjock pansarplåt från Tirpitz. Plåten mäter 120x130 centimeter och väger omkring 1,4 ton.
Altafjorden var under krigsåren centrum för en viktig händelse. Här var Tysklands största flottbas under andra världskriget. Tirpitz, som var ett av världens då största och mäktigaste slagskepp, låg ankrad under närmare två år i Kåfjord. Tillsammans med Tirpitz fanns ett antal andra tyska krigsfartyg i Altafjorden, bland andra slagskeppet Scharnhorst och slagkryssaren Lützow samt ett tiotal jagare och försörjningsfartyg. Skälet till denna basetablering var att Tyskland önskade att angripa de konvojer från väst som fraktade försörjningar till Sovjetunionen.
Timmerhuset, som museet ligger i, är från omkring 1880 och blev ursprungligen uppfört i Lillehammer. Det blev nedmonterat och sänt till Alta 1946 som den del av återuppbyggnadsinsatsen i Finnmark. Den blev återuppbyggd i Kåfjord som det första ålderdoms- och sjukhuset i landsändan efter andra världskriget. Huset användes som hem fram till dess det nya sjukhuset i Kåfjord togs i drift 1961.